# 神園征
神園 征（かみぞの ただし、1943年〈昭和18年〉12月28日 - 2022年〈令和4年〉7月31日）は、日本の政治家。鹿児島県枕崎市長（3期）。

## 来歴
鹿児島県枕崎市出身。かつお節店の四男として生まれる。鹿児島県立甲南高等学校、早稲田大学法学部卒業。1974年に帰郷し、学習塾を経営。枕崎市議会議員を経て、2002年枕崎市長に初当選。

### 2006年枕崎市長選挙
2006年の市長選挙で再選を目指したが、元高等学校校長の瀬戸口嘉昭に敗れた。
※当日有権者数：20,960人 最終投票率：72.82%（前回比：-pts）
| 候補者名   | 年齢 | 所属党派 | 新旧別 | 得票数  | 得票率 | 推薦・支持 |
| ---------- | ---- | -------- | ------ | ------- | ------ | ---------- |
| 瀬戸口嘉昭 | 65   | 無所属   | 新     | 7,654票 | 50.6%  | -          |
| 神園征     | 62   | 無所属   | 現     | 6,718票 | 44.4%  | -          |
| 上釜明久   | 66   | 無所属   | 新     | 768票   | 5.1%   | -          |

### 2010年枕崎市長選挙
4年後の2010年の市長選挙に立候補し、現職の瀬戸口を破って市長に復帰した。
※当日有権者数：20,150人 最終投票率：69.74%（前回比：-3.08pts）
| 候補者名   | 年齢 | 所属党派 | 新旧別 | 得票数  | 得票率 | 推薦・支持 |
| ---------- | ---- | -------- | ------ | ------- | ------ | ---------- |
| 神園征     | 66   | 無所属   | 元     | 7,269票 | 52.3%  | -          |
| 瀬戸口嘉昭 | 69   | 無所属   | 現     | 6,629票 | 47.7%  | -          |

### 2014年枕崎市長選挙
2014年の市長選挙でも瀬戸口らを破って再選。
※当日有権者数：19,291人 最終投票率：67.51%（前回比：-2.23pts）
| 候補者名   | 年齢 | 所属党派 | 新旧別 | 得票数  | 得票率 | 推薦・支持 |
| ---------- | ---- | -------- | ------ | ------- | ------ | ---------- |
| 神園征     | 70   | 無所属   | 現     | 6,170票 | 47.9%  | -          |
| 瀬戸口嘉昭 | 73   | 無所属   | 元     | 4,952票 | 38.5%  | -          |
| 清水和弘   | 61   | 無所属   | 新     | 1,751票 | 13.6%  | -          |

2018年に市長を退任した。